# Tricholoma argyraceum
Espèce
Synonymes
Liste des synonymes
```
:
Agaricus argyraceus
 
Bull. 1779
Agaricus myomyces
 var. 
argyraceus
 
(Bull.) Pers. 1801
Tricholoma argyraceum
 f. 
inocybeoides
 
(A. Pearson) Mort. Chr. & Noordel. 1999
Tricholoma argyraceum
 var. 
inocybeoides
 
(A. Pearson) Krieglst. 1991
Tricholoma inocybeoides
 
A. Pearson 1938
Tricholoma myomyces
 var. 
argyraceum
 
(Bull.) J.E. Lange 1933
Tricholoma scalpturatum
 var. 
argyraceum
 
(Bull.) Kühner & Romagn. 1953
Tricholoma terreum
 var. 
argyraceum
 
(Bull.) P. Kumm. 1871
```

Tricholoma argyraceum est une espèce de champignons du genre des Tricholomes. Il a souvent été confondu avec Tricholoma scalpturatum (Tricholome jaunissant).

## Taxinomie
Le mycologue français Pierre Bulliard le décrit en 1779 sous le nom Agaricus argyraceus ; Claude-Casimir Gillet transfère l’espèce dans le genre Tricholoma en 1874. Le nom générique est issu du grec trichos (τριχος), « cheveux », et loma (λωμα), « frange » ou « bordure ».

## Description
Le chapeau, d'abord conique, s'aplatit en une forme convexe avec l'âge, avec une bosse proéminente en son centre ; mesurant de 1,5  à   6 cm de diamètre, il est couvert d'écailles grisâtres, plus pâles que celles des autres tricholomes à chapeau gris. Les lames, serrées, sont blanches ou gris pâle et ont une odeur et un goût farineux ou rance. Le stipe mesure de 2  à   5 cm de hauteur pour 0,3  à   0,8 cm de largeur, possède une base conique mais pas d'anneau.
Tricholoma pardinum, toxique, est semblable en apparence, mais avec des écailles plus grossières ; Tricholoma scalpturatum lui ressemble aussi, sans avoir de bosse et avec un chapeau plus sombre.

## Distribution et habitat
Tricholoma argyraceum apparaît dans toute l'Europe mais est globalement peu commun.
Le sporophore apparaît de juin à décembre (occasionnellement plus tôt, au printemps). L'espèce est en association ectomycorhizienne avec bon nombre d'autres espèces : bouleau, charme, chêne et tilleul notamment.

## Comestibilité
Tricholoma argyraceum est comestible mais possède une faible qualité gustative qui le distingue des autres tricholomes à chapeau gris. Il a d'ailleurs été classé en tant que non comestible.